# Pouteria semecarpifolia
Pouteria semecarpifolia är en tvåhjärtbladig växtart som först beskrevs av Jean Baptiste Louis Pierre och Antoine Duss, och fick sitt nu gällande namn av Marcel Marie Maurice Dubard. Pouteria semecarpifolia ingår i släktet Pouteria och familjen Sapotaceae. IUCN kategoriserar arten globalt som sårbar. Inga underarter finns listade i Catalogue of Life.